# Клементе Травьесо, Кармен
Кармен Клементе Травьесо (исп. Carmen Clemente Travieso; 1900—1983) — венесуэльская журналистка, общественно-политический деятель, борец за права женщин. Она была первой выпускницей Центрального университета Венесуэлы в качестве репортёра и одной из первых женщин в Венесуэле, нанятых штатными журналистами. Также была в числе первых активисток Коммунистической партии Венесуэлы, активно выступала за женское избирательное право. Также известна как соучредитель Венесуэльской ассоциации журналистов и организации, выступающей за тюремную реформу.

## Биография
Кармен Клементе Травьесо родилась 24 июля 1900 года в Каракасе в семье Мерседес Эухении Травьесо и Лино Клементе. Её отец умер в детстве, и она выросла в доме своей бабушки по материнской линии вместе с четырьмя другими братьями и сёстрами. В 17-летнем возрасте она сопровождала тетю в Нью-Йорк, где брала уроки английского языка и работала на швейной фабрике корпорации Bucilla. Она также начала общественную деятельность: отстаивала права женщин и помогала больным проказой
Вернувшись в Каракас в 1927 году, Клементе присоединилась к студенческому движению за свержение диктатора Хуана Висенте Гомеса. Работая в библиотеке Рудольфа Долге, она присоединилась к Madrinas de Guerra — группе женщин, снабжавших едой и медикаментами борющихся студентов и политических заключённых. Она также связалась с основателями Коммунистической партии Венесуэлы Хуаном Баутистой Фуэнмайором, Котепа Дельгадо и Родольфо Кинтеро. Она сотрудничала с ними в создании учебного центра с целью распространения социалистических идей, а через год организовала первую кампанию по допуску женщин в ряды партии. В 1932 году она начала писать для подпольной газеты El Martillo и продолжала сотрудничать в ней до 1941 года.
Клементе стала первой женщиной-репортёром, окончившей Центральный университет Венесуэлы (исп. Universidad Central de Venezuela). Она публиковала в изданиях Ahora, La Esfera и El Nacional статьи о юридическом неравенстве и необходимости принятия законодательства о защите детей, а также редактировала журнал La Cultura de la Mujer. На протяжении 1930-х годов она также писала статьи о бесправии, гигиене, бездомных детях, равенстве женщин и культурном анализе социальных проблем.
В 1936 году она присоединилась к Культурной ассоциации женщин (Agrupación Cultural Femenina) и возглавляла её в течение следующего десятилетия. В 1937 году она была основателем Национальной лиги в поддержку заключённых (Liga Nacional Pro-Presos), добивавшейся тюремной реформы.
В 1940 году Клементе помогла организовать Первую национальную женскую конференцию, проходившую с 11 по 13 июня, с целью проведения реформ конституционного и гражданского кодекса с целью достижения правового и политического паритета для женщин. В следующем году она стала одним из соучредителей Венесуэльской ассоциации журналистов. В 1945 году провела у себя дома собрания второго съезда женщин, борющихся за избирательное право. Они добились поддержки президента Исайаса Медины Ангариты, но тот был свергнут в ходе государственного переворота.
Кармен Клементе была выдвинута кандидатом от коммунистической партии в Учредительное собрание 1946 года, которое в 1947 году предоставило избирательное право всем гражданам старше восемнадцати лет. Некоторые участницы женского движения считали, что их работа завершена, но Клементе указывала, что ещё предстоят правовые изменения для гражданского и экономического равноправия.
В 1950 году после очередного переворота коммунистическая партия была объявлена вне закона, и её члены подвергались преследованиям. Клементе опубликовала сборник «Венесуэльские женщины и другие репортажи» (Mujeres venezolanas y otros reportajes"), в котором решительно разоблачалось подавление прав женщин. В 1951 году она присоединилась к сопротивлению диктатуре, проводя подпольные собрания у себя дома. При этом она продолжала публиковаться, а в 1953 году выпустила биографию Марии Тересы Карреньо.
Во время продолжающихся политических волнений в 1957 году Клементе была подвергнута допросам, но со свержением диктатуры в ходе Январского восстания 1958 года впервые после длительного периода цензуры, она и другие журналисты смогли печататься в газетах, которые были запрещены в течение предыдущего десятилетия. Клементе-Травьесо продолжала публиковаться до 1970-х годов и умерла 24 января 1983 года в Каракасе.

## Избранные сочинения
- Luisa Cáceres de Arismendi (ensayo biográfico) (1942)
- Mujeres venezolanas y otros reportajes (1951)
- Teresa Carreño, 1853—1917; ensayo biográfico (1953)
- Las esquinas de Caracas: sus leyendas, sus recuerdos (1956)
- Las luchas de la mujer venezolana (1961)
- Mujeres de la independencia. (Seis biografías de mujeres venezolanas) (1964)
- Anécdotas y legendas de la vieja Caracas (1971)
- Las mujeres en el pasado y en el presente (1977)